# .kr
Pour les articles homonymes, voir kr.
.kr est un domaine de premier niveau national réservé à la Corée du Sud.
Le 28 octobre 2014 il est utilisé par 0,4 % de l'ensemble des sites web du monde et connait une croissance de sa part mondiale sur les douze derniers mois de 70 % (passant de 0,25 % de part à 0,41 %), se classant ainsi comme le 25e nom de domaine de premier niveau le plus utilisé dans le monde. .kr est utilisé par 52,8 % de tous les sites web qui utilisent le coréen en tant que langue de contenu et 88,4 % des sites web en .kr utilisent le coréen comme langue de contenu.
Les pourcentages des sites web en .kr catégorisés par leur classement mondial sont comme suit le 28 octobre 2014 :
| Classement     | Pourcentage |
| -------------- | ----------- |
| Top 10 000 000 | 0,4 %       |
| Top 1 000 000  | 0,3 %       |
| Top 100 000    | 0,2 %       |
| Top 10 000     | 0,2 %       |
| Top 1 000      | 0,1 %       |